# کلیسای هوهانس مقدس، توغ
کلیسای هوهانس مقدس، توغ (ارمنی: Սուրբ Հովհաննես եկեղեցի (Տող)؛ انگلیسی: Togh St. John) یک کلیسا متعلق به کلیسای حواری ارمنی واقع در روستای توغ، استان هادروت جمهوری آرتساخ می‌باشد. ساخت و ساز این ساختمان در سده ۱۷ام میلادی؛ به پایان رسید. این بنا به سبک معماری ارمنی طراحی شده‌است.